# فانروسور
فانروسور (نام علمی: Phanerosaurus) نام یک سرده از تیره سراسرخایندگان است.